# Субаши джамия
Дзаевата къща (на гръцки: Οικία Μιχαήλ Ν. Τζαγιά) е бивш мюсюлмански храм в южномакедонския град Бер (Верия), Гърция.
Разположена е в центъра на града, източно от християнския квартал Кириотиса, на улица „Ирини“ № 2 на пресечката с улица „Мяулис“. Представлява малка жилищна постройка, чиито морфологични характеристики показват, че в османско време е била джамия - Субаши джамия. В ниските части има сложна зидария от варовик с украса, сводове и слепи арки.
В 1994 година е обявена за паметник на културата.